# Глігор Степан Савович
Степан Савович Глігор (нар. 8 квітня 1941, село Ванчиківці, тепер Чернівецького району Чернівецької області) — радянський діяч, голова колгоспу імені Жданова Новоселицького району Чернівецької області. Депутат Верховної Ради СРСР 11-го скликання.

## Біографія
У 1957—1960 роках — колгоспник, тракторист, помічник бригадира тракторної бригади колгоспу «Ленінський шлях» Чернівецької області.
У 1960—1963 роках — у Радянській армії.
Член КПРС з 1964 року.
У 1968 році закінчив Кам'янець-Подільський сільськогосподарський інститут Хмельницької області.
У 1968—1980 роках — голова виконавчого комітету сільської ради Чернівецької області; секретар партійної організації, заступник голови колгоспу, голова низки колгоспів Чернівецької області.
У 1980—1981 роках — 2-й секретар Новоселицького районного комітету КПУ Чернівецької області.
З 1981 року — голова колгоспу імені Жданова сіл Маршинці/Строїнці Новоселицького району Чернівецької області.
З 1990-х роках — керівник агровиробничого приватно-орендного підприємства «Золотий колос» села Строїнці Новоселицького району Чернівецької області.
Потім — на пенсії у місті Новоселиці Чернівецької області.